# 鹿煎餅

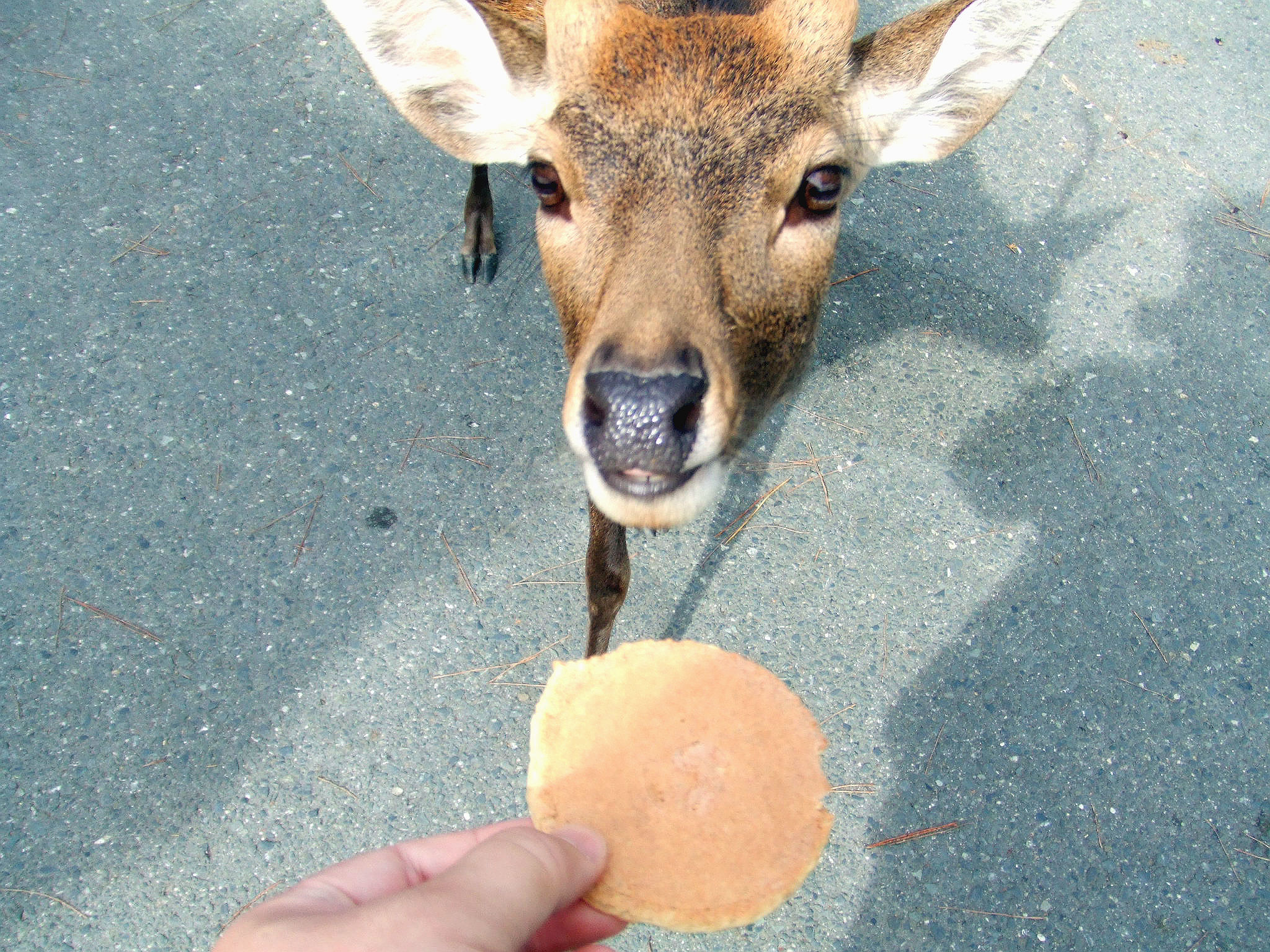
鹿煎餅與鹿

鹿煎餅（日语：／ Shika-senbei */?），又稱鹿仙貝，是日本一種煎餅形狀的飼料，在奈良公園的販賣部出售，供遊客餵食奈良縣奈良市奈良公園周圍的野生奈良鹿。

## 概要

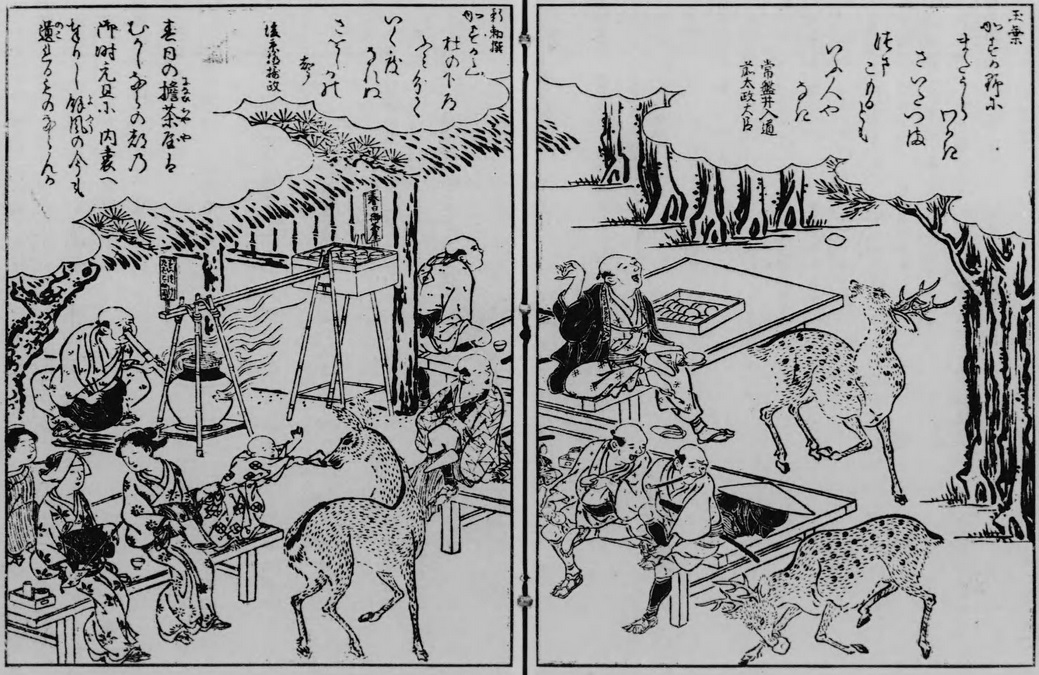
茶屋顧客正在餵食鹿（大和名所圖會 1791年）

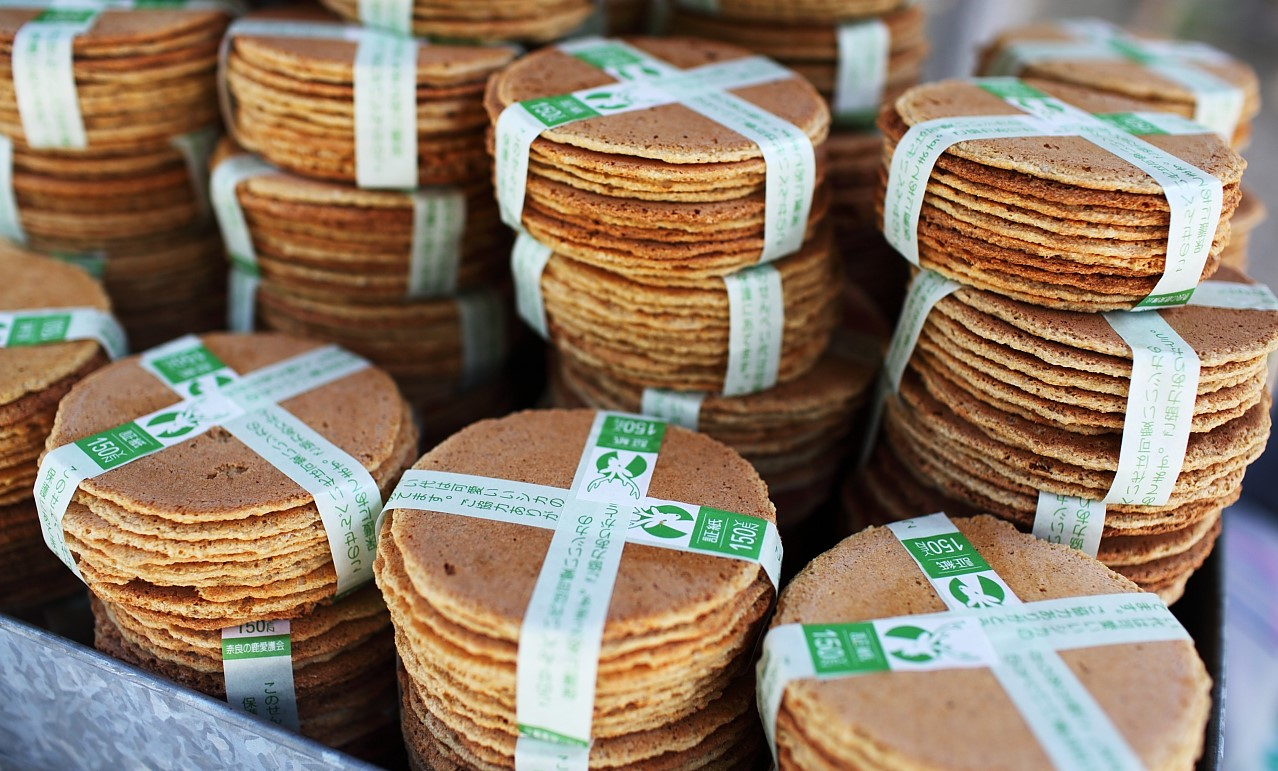
鹿煎餅捆綁成十字形，並蓋有白色證書印章

鹿煎餅的歷史相當久遠，早在江戶時代前期1670年代就已經開始販售。根據1791年（寬政3年）出版的《大和名所圖會》（大和名所図会），在春日的茶屋中描繪了客人餵食鹿平面狀的飼料（形狀像是煎餅）的場景。
目前這個名稱已成為一般財團法人「奈良鹿愛護會」（奈良の鹿愛護会）（以下簡稱愛護會）的註冊商標。愛護會僅負責販售證書印章，而鹿煎餅的製造和販售則由其他業者負責。愛護會的前身「神鹿保護會」（神鹿保護会）時期，為了確保愛護會的收入，從1913年7月開始黏貼證明印章，當時奈良縣也頒布了禁止販售未貼證章的鹿煎餅的縣令。正式的鹿煎餅使用帶有鹿標誌的證章的紙來捆綁煎餅，但也有非正式的鹿煎餅在市面上販售，這些鹿煎餅用無證章的紙來捆綁煎餅。證章由100%紙漿、大豆油墨和可食用的膠製成，確保即使被鹿吞食也不會對牠們造成危害。每年證章的銷售收入約為3000萬日圓，用於愛護會的各項活動資金，包括營運受傷鹿隻的庇護所和協助分娩。
鹿煎餅的售價在1991年（平成3年）之前為100日圓，2019年（平成31年／令和元年）之前為150日圓，自2019年10月起調漲為200日圓。此外，在2014年（平成26年）4月的消費稅增加後，雖然售價未有大幅調升，但一些製造商卻將鹿煎餅做比消費稅上調前更小或更薄以節省成本。

## 成分
鹿煎餅的材料只有麥麩和小麥粉，使用的麥麩必須是新鮮且不含油分，以防止燒焦。雖然這些成分對人體無害，但這是專為鹿而設計的飼料，因此不添加調味料或食品添加劑如防腐劑等。另外，鹿煎餅沒有有效日期，因此人類食用可能不安全。製造場剛出爐的鹿煎餅有一種香甜的味道，除此之外就沒有其他味道了，人類食用會難以下嚥，而且口中可能殘留麥麩顆粒，餘味不佳。
奈良公園的鹿是野生動物，並非以鹿煎餅為主食。它們的主要食物是草地上的各種植物。根據愛護會的獸醫所說，鹿1天大約吃5公斤的草，即使是營養價值較高的鹿煎餅，每片僅3到4克，就算吃數十片也像是在吃零食。

## 餵食方式
在奈良公園，當遊客在販賣部付款時，鹿通常會聚集過來。當遊客嘗試拆除捆綁鹿煎餅的紙時，鹿會輕輕用頭撞或者用嘴巴拉扯遊客的衣物或包來催促。特別是在食物匱乏的冬季，鹿煎餅販賣部周圍聚集的鹿比其他季節還多，等待顧客購買鹿煎餅，有時可能會被十幾隻鹿圍繞。
遊客可以一邊慢慢地向後退，一邊逐一地給每頭鹿餵食鹿煎餅。如果遊客在高處展示鹿煎餅，有些鹿會輕輕點頭，表示牠們在催促遊客盡快給牠們餵食。如果遊客持續拖延不餵食鹿煎餅，鹿可能會生氣，甚至用角、前腳攻擊人，也可能會咬人。當鹿煎餅分發完畢後，可以張開手掌，告知鹿煎餅已經沒有了。

## 鹿攻擊販賣部

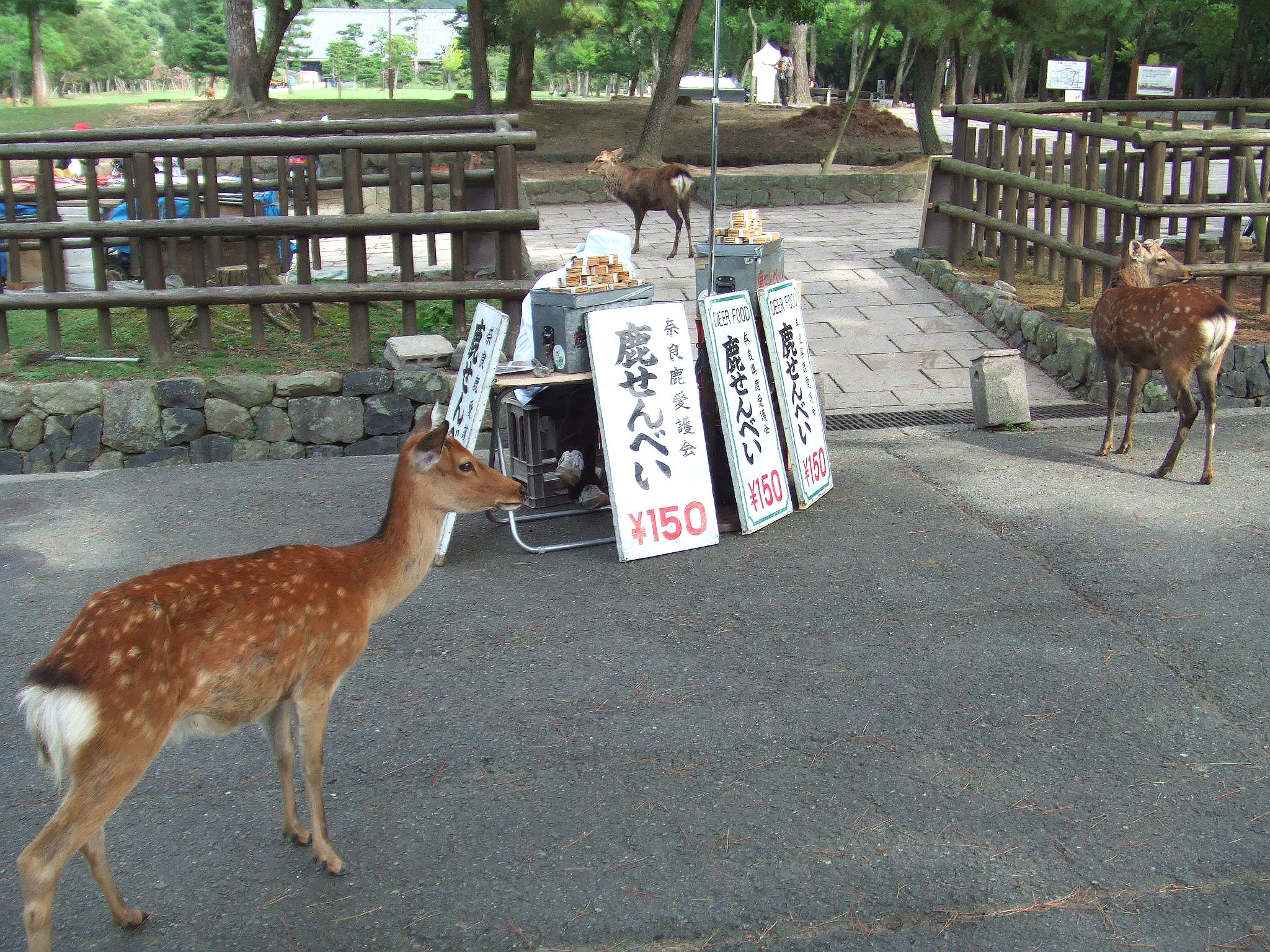
奈良的鹿與販賣部

根據奈良鹿愛護會和販售員的說法，有關「奈良的鹿不會攻擊鹿煎餅販賣部」的傳聞，他們表示這並非事實。實際上，當奈良公園的遊客較少時，鹿就會等待機會來偷吃販賣部的鹿煎餅，缺乏經驗的販售員容易受到傷害。

## 活動
若草山自1993年（平成5年）起，每年都會舉行鹿煎餅投擲大賽。主辦單位是奈良若草山觀光振興會（奈良若草山観光振興会）。大賽通常在若草山的山開之日（山開きの日）（春分之日）前後，以「山開紀念大會」（山開き記念大会）或「春休大會」（春休み大会）的形式舉辦，也會在其他時間舉辦如「黃金週大會」（ゴールデンウィーク大会）和「夏休大賽」（夏休み大会）。參賽費用為300日圓，比賽使用直徑約20公分的特製鹿煎餅。比賽場地並未單獨隔開，通常會因為巨大鹿煎餅的香味吸引更多的鹿聚集。因此設有「如果投擲的鹿煎餅被吃掉，會記錄這隻鹿吃到鹿煎餅時離投擲點的距離，具體記錄位置為這隻鹿的前右腳」等規則。
投擲距離除了取決於投擲的方式，也會受當天的風向和風速影響。如果投擲距離超過20公尺，將贈送紀念品，而在40公尺左右則能與其他參賽者競爭，優勝者將獲得鹿角獎盃。每次參賽者大約有500至700人左右，有些人甚至獲得5次優勝紀錄。
截至2018年3月14日官方網站的紀錄，2008年暑假特別企劃大賽的74.55公尺是有史以來最高紀錄。

## 相關項目
- 奈良公園
- 若草山
- 春日大社

## 腳註

### 來源
1. 1 2  もがみ. . エキサイト. 2005-11-18  [2024-07-25]. （原始内容存档于2024-07-25） （日语）.
2. ↑  大日本名所図会刊行会, , 大日本名所図会刊行会: 42, 1919  [2024-07-25], （原始内容存档于2024-07-08）
3. 1 2  浜田知宏.  . 朝日新聞. 2014-04-12 （日语）.
4. 1 2  . 産経新聞. 2017-11-15  [2024-07-25]. （原始内容存档于2023-10-04） （日语）.
5. ↑  . 名著出版. 1990年（平成2年）: 18.
6. ↑  . まいぷれ「奈良」.   [2024-07-25]. （原始内容存档于2024-07-25） （日语）.
7. 1 2 3  桑島浩任.  . 産経新聞 奈良県版 (産業経済新聞社). 2015-06-28. 26面.
8. 1 2 3  桑島浩任. . The Sankei Shimbun & SANKEI DIGITAL. 2015-06-28  [2024-07-25]. （原始内容存档于2024-01-15） （日语）.
9. ↑  . 每日新聞. 2019-09-20  [2024-07-25]. （原始内容存档于2022-08-19） （日语）.
10. 1 2  永野春樹,  , あおによし文庫 初版第1刷, 京阪奈情報教育出版株式会社, 2010, ISBN 978-4-87806-502-6
11. 1 2 3  . わくわく奈良ガイド.   [2024-07-25]. （原始内容存档于2024-05-23） （日语）.
12. ↑  錦光山雅子. . HUFFPOST. 2018-04-04  [2024-07-25]. （原始内容存档于2023-10-05） （日语）.
13. ↑  . 産経新聞. 2018-03-07  [2024-07-25]. （原始内容存档于2024-06-06） （日语）.
14. ↑  . 産経新聞. 2018-04-03  [2024-07-25]. （原始内容存档于2024-11-01） （日语）.
15. 1 2 3  . 奈良新聞. 2024-02-04  [2024-07-25]. （原始内容存档于2024-07-25） （日语）.
16. ↑  . 読売新聞. 2024-02-04  [2024-01-28]. （原始内容存档于2024-07-25） （日语）.
17. ↑  . 日本経済新聞. 2018-03-14  [2024-07-25]. （原始内容存档于2024-07-14） （日语）.
18. ↑  . 2018-03-14  [2024-07-25]. （原始内容存档于2024-07-08） （日语）.

## 外部連結
- 奈良鹿愛護會（日語）
- 鹿煎餅投擲大賽（日語）